# Johann Caspar von der Wisch
Johann Caspar von der Wisch (* 19. November 1785; † 13. August 1865 in Etelsen) war hannoverscher Landdrost und später Minister.

## Herkunft
Seine Eltern waren der Oberst Christian Otto von der Wisch zu Rechtebe (1733–1807) und dessen Ehefrau Louise Gertrud von Frese genannt Quiter (1752–1796). Durch die Heirat kam Wischen in den Besitz des Gutes Koppel im Herzogtum Bremen. Seine Schwester Magarethe Adelheid Johanne (* 20. Juni 1784; † 27. Dezember 1840) heiratete den Generalleutnant Weipart Ludolf Hieronymus Wigand von der Decken (1781–1845).

## Leben
Johann Caspar immatrikulierte sich am 21. April 1804 in Rechtswissenschaften an der Universität Göttingen. Er machte 1807 seinen Abschluss und wurde 1808 Auditor in Celle, 1809 in Stade und von 1810 bis 1813 in Oldenburg. Während der Befreiungskriege ging er in das Bremen-Verdener Husarenregiment und kämpfte mit diesem in der Schlacht bei Belle Alliance. Er schied als Rittmeister aus und kam als Justizrat nach Stade. 1817 wurde er dort in die St. Antonii-Brüderschaft Stade aufgenommen. Im Jahr 1820 wurde er Rat am Oberappellationsgericht in Celle. Als 1824 der Landdrost von Ostfriesland Vangerow überraschend verstarb, wurde er nach Aurich versetzt. Gleich im Februar 1825 musste er sich mit den Folgen einer gewaltigen Sturmflut auseinandersetzen (im November folgte eine zweite Sturmflut). Er hatte große Probleme mit betroffenen Deichachten – wo man prinzipiell dem Königreich Hannover misstraute – zusammenzuarbeiten, konnte mit seiner Art aber überzeugen.
Im Jahr 1830 kam er in Hannover zu Unruhen. Der einflussreiche Minister Graf Münster musste Anfang 1831 gehen. Bei der Neuorganisation der Verwaltung wurde Wisch abberufen und kam nach Hannover. Er bekam zunächst den Titel eines Geheimen Rates, aber er war mit vollen ministeriellen Befugnissen ausgestattet. Am 9. Januar 1837 bekam er den Ministertitel, seine Bezüge stiegen von 5000 auf 6000 Taler. Aber die Märzrevolution von 1848 ließ Wisch um den Abschied bitten. Er wurde am 17. Dezember 1848 in den Ruhestand versetzt.
Er zog sich auf sein Gut Koppel zurück, das er 1858 mit seinem Bruder, dem Oberleutnant Hieronymus von der Wisch (1788–1873), mit den Gütern Embsen, Etelsen und Ruschbaden zu einem Fideikommiss vereinigte.
Wisch, der nie verheiratete war, wurde im Mausoleum im Garten des Herrenhauses von Etelsen beigesetzt. 1937 wurden die Särge in das Familiengrab auf dem alten Daverdener Friedhof überführt.